# Abdellah Zaki
Abdellah Zaki (1936 – Lelystad, 12 november 2017) was een Marokkaanse muzikant en kunstschilder die werkzaam was in Nederland.

## Biografie
Zaki volgde in Casablanca een opleiding aan de kunstacademie. Hij emigreerde in 1961 vanuit Casablanca naar Nederland en vestigde zich in het dorpje Swifterbant. Hij werkte in Lelystad in een fabriek voor hondenvoer. Naast zijn werk bleef hij schilderen, waarbij hij vooral Amsterdam als thema gebruikte. 
De NTR maakte een documentaire over het leven van Abdellah Zaki, die werd uitgezonden op 15 en 22 december 2019. Hierin wordt de migratiegeschiedenis van Zaki gevolgd door de ogen van zijn jongste dochter Hajia. Zij heeft het haar levenswerk gemaakt haar vaders werk postuum bekend te maken, als publieke nalatenschap. Een van zijn schilderijen werd eind 2019 opgenomen in een tentoonstelling van het Amsterdam Museum over de kijk van immigranten op Nederland.

## Eerbetoon
Dochter Hajia Zaki spande zich in om een plek in de openbare ruimte naar hem vernoemd te krijgen. De straatnamencommissie wees een verzoek tot een straat-, pleinnaam af. Als alternatief werd vervolgens gekozen voor een brug. Dochter kon dit onderstrepen omdat zij haar vader als bruggenbouwer zag; hij schilderde de Nederlandse en Marokkaanse wereld. Hij werd mede aangeduid als de Marokkaanse Vincent van Goch, omdat Zaki net als Van Gogh pas (echt) bekend raakte als kunstenaar. De inspanningen van de dochter leverde de eerder vermelde documentaire op en plaatsing van een schilderij van hem in de Marokkaanse ambassade. Het leverde haar een onderscheiding op van de burgemeester van Casablanca. De Abdellah Zakibrug, ook bekend als brug 180, bevindt zich in de Jacob van Lennepstraat over de Da Costagracht.